# Ulsan

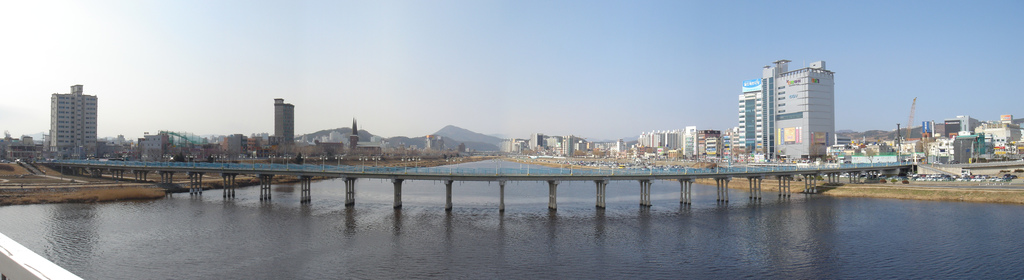
Vedere panoramică a oraşului

Ulsan, situat la 70 kilometri nord de Busan, este un oraș metropolitan în sud-estul Coreei de Sud cu ieșire la Marea Japoniei. Coordonatele sale geografice sunt 35°33′N 129°19′E / 35.550°N 129.317°E.